# Hôpital de Boramae (métro de Séoul)
Hôpital de Boramae (en coréen : 보라매공원역 et officiellement en anglais : Boramae Medical Center) est une station de passage de la ligne Sillim du métro de Séoul. Elle est située au 395-61 Sindaebang-dong, dans l'arrondissement de Dongjak-gu à Séoul en Corée du Sud.
Ouverte en 2022, la station est desservie par les rames automatiques qui circulent sur la ligne.

## Situation sur le réseau

Plan du réseau (2023)

Établie en souterrain, la station de passage Hôpital de Boramae est située sur la ligne Sillim du métro de Séoul, entre la station Parc de Boramae, en direction du terminus nord Saetgang, et la station Danggok, en direction du terminus sud Gwanaksan.

## Histoire
La station Hôpital de Boramae est mise en service le 28 mai 2022, lors de l'ouverture à l'exploitation des 8,1 km de la ligne Sillim du métro de Séoul,.

## Services aux voyageurs

### Accès et accueil
Établie au 95-61 Sindaebang-dong, la station dispose de deux niveaux en sous-sol : au niveau le plus profond se situe la station avec ses deux voies encadrées par deux quais latéraux équipés de portes palières. Deux ascenseurs, deux escaliers et deux escalier mécaniques, permettent les liaisons avec la mezzanine où l'on trouve notamment les automates pour l'achat des titres de transport et les tourniquets de contrôle. Deux ascenseurs sont directement en lien avec la surface et deux mécaniques permettent également de rejoindre la surface par deux accès/sorties, numérotés 1 et 2. Outre les ascenseurs, la station dispose de toilettes et d'une salle de soin pour les personnes en situation de handicap.

### Desserte
Hôpital de Boramae est desservie par les rames automatiques de la ligne Sillim.

Installations ligne Sillim
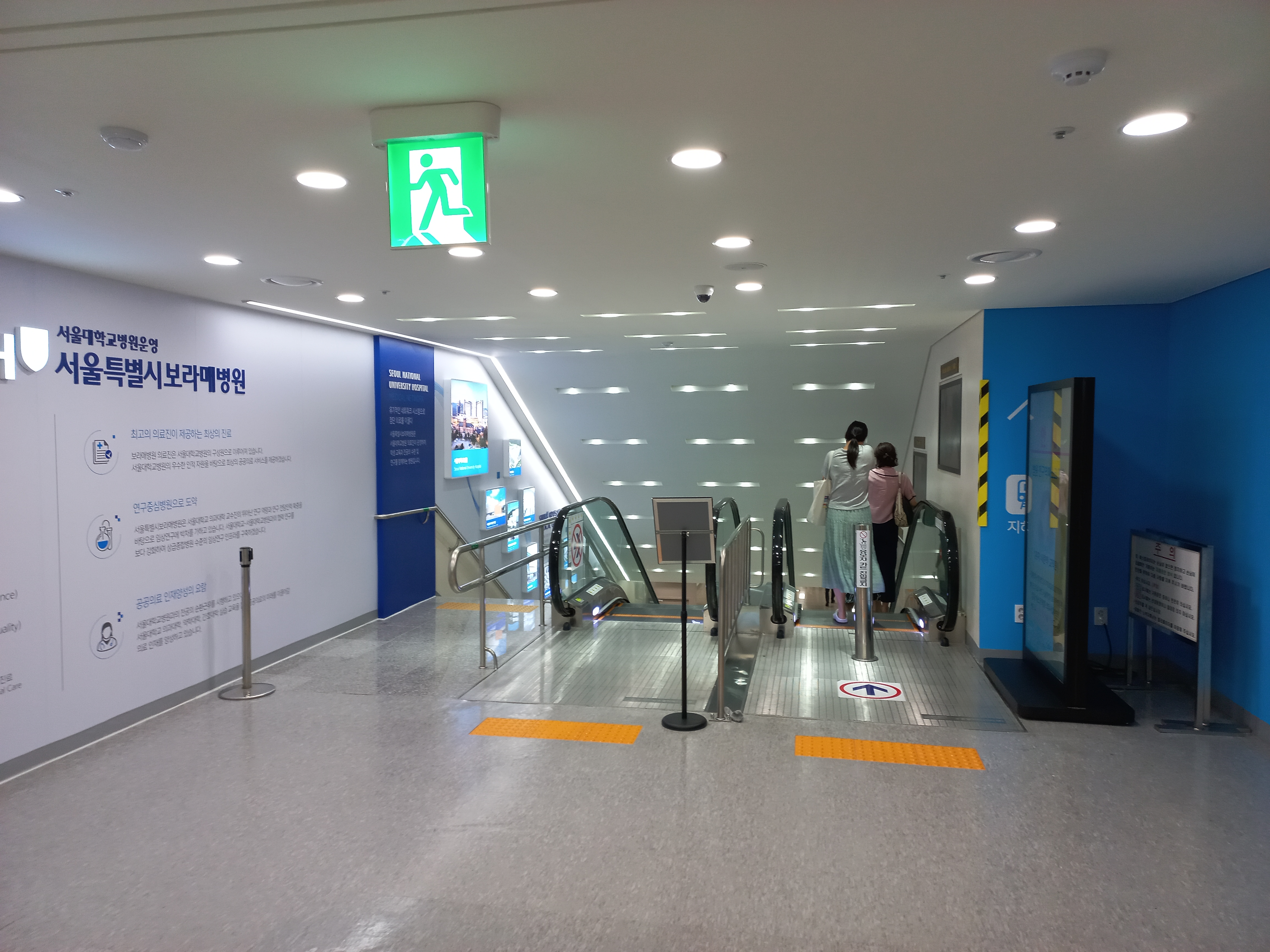
En 2023.
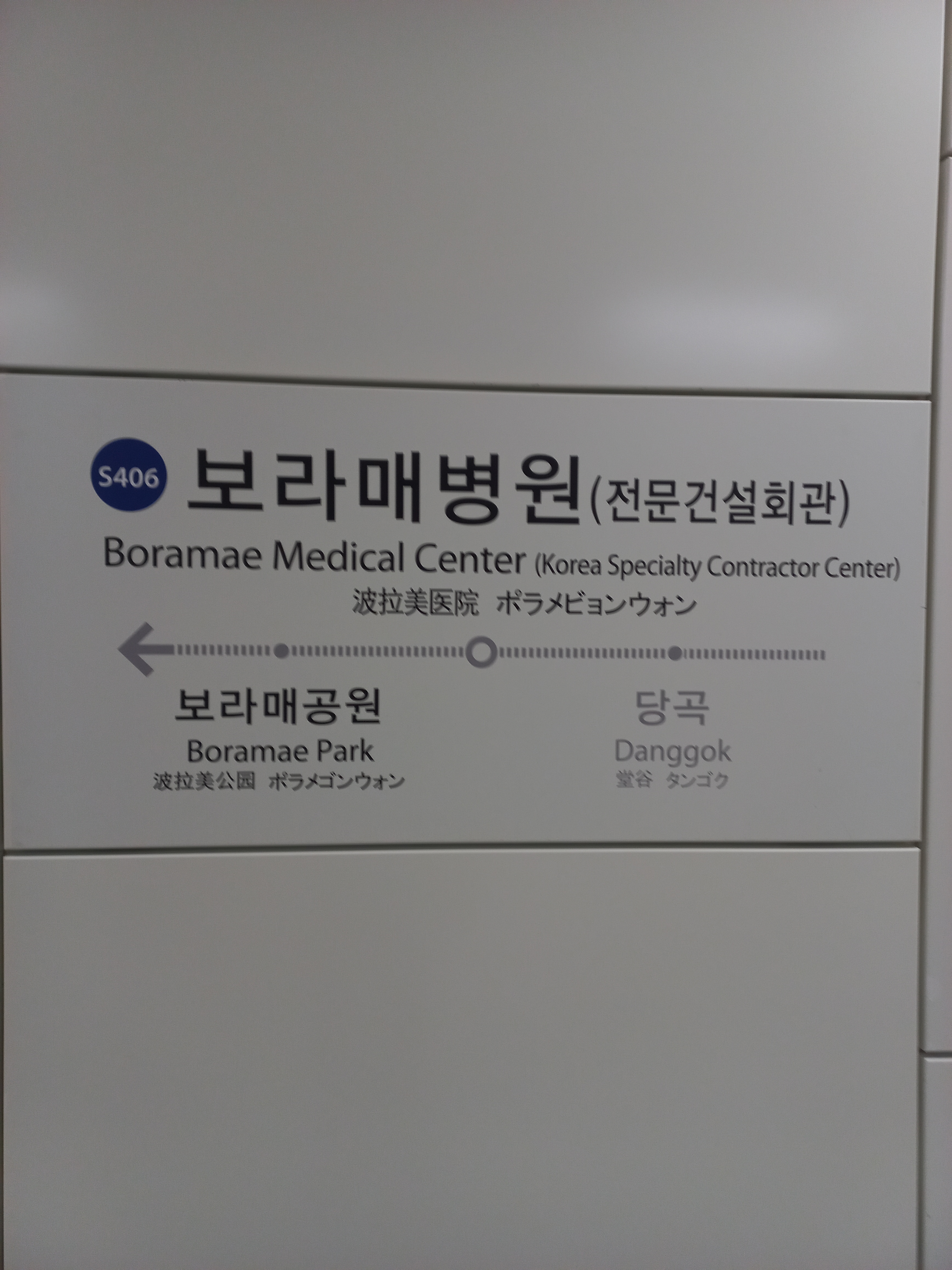
En 2022.
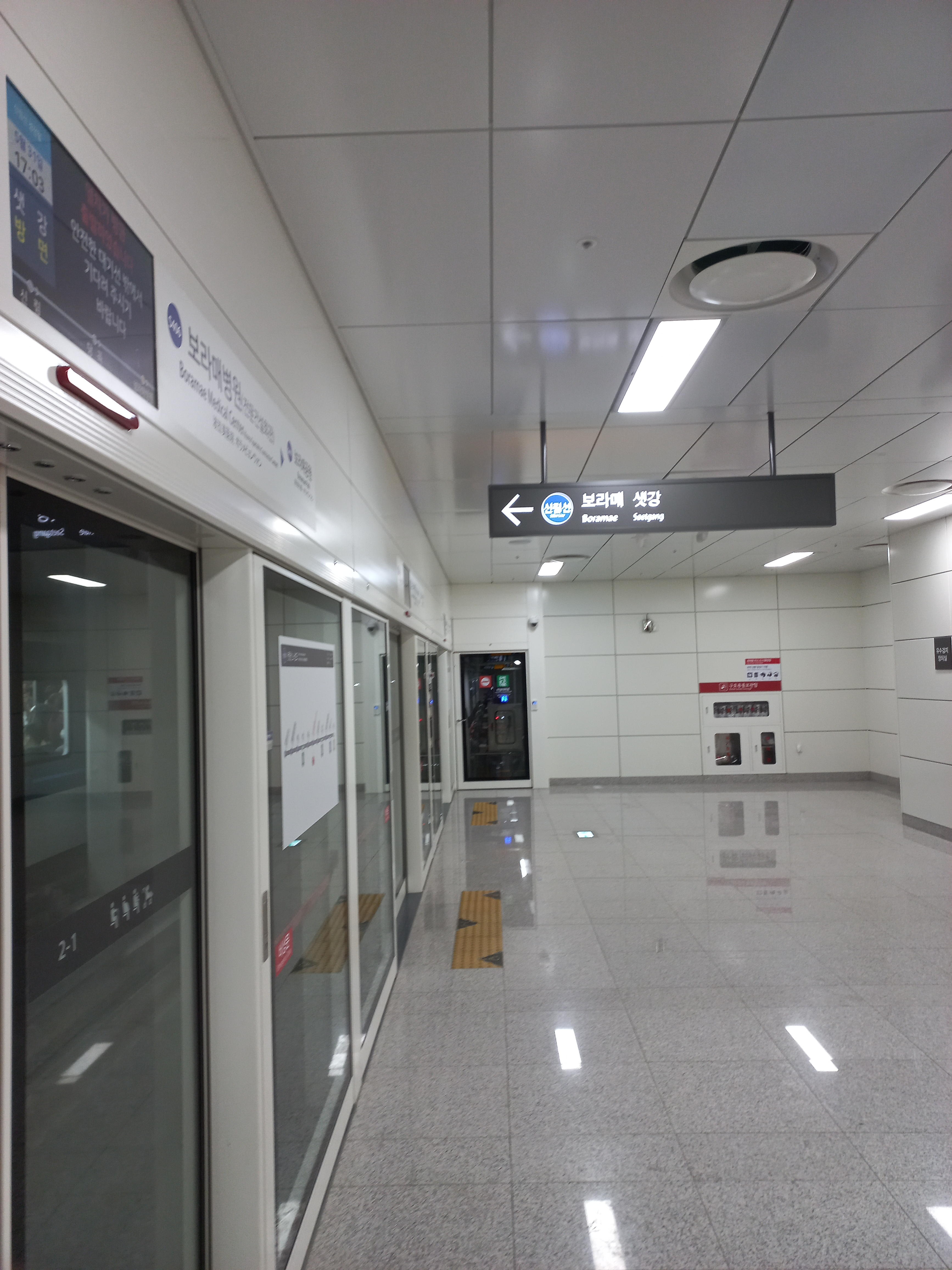
En 2022.

### Intermodalité
Des arrêts de bus sont situés à proximité des accès.

## À proximité
Elle dessert notamment l'hôpital de Boramae et un quartier résidentiel et commercial constitué de bâtiments de grande hauteur.